# Список серій телесеріалу «Рівердейл»

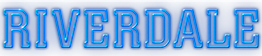
Лого телесеріалу

Рівердейл (англ. Riverdale) — американська телевізійна підліткова драма, заснована на персонажах коміксів Archie Comics. Телепередача адаптована каналом The CW, поставлена Роберто Агірре-Сакасою та спродюсована Warner Bros. Television та CBS Television Studios у співпраці із Berlanti Productions і Archie Comics. Первинно адаптація мала стати художнім фільмом для Warner Bros. Pictures, проте пізніше ідея була переглянута і переведена у вигляд телевізійної програми для Fox. У 2015 виробництво проекту перейшло до The CW, який замовив зйомки пілотної серії. Знімальні роботи проходили у Ванкувері, Британська Колумбія, Канада.
Телесеріал базується на персонажах коміксів Archie Comics, із Кей Джей Апою у ролі Арчі Ендрюса, Лілі Рейнхарт у ролі Бетті Купер, Камілою Мендес у ролі Вероніки Лодж і Коулом Спроусом у ролі Джагхеда Джонса. У ролях також присутні акторка Меделін Петш у ролі Шеріл Блоссом, Ешлі Мюррей у ролі Джозі Маккой та Кейсі Котт у ролі Кевіна Келлера. Інші персонажі включають батьків головних героїв: Люк Перрі у ролі Фреда Ендрюса, Медхен Емік у ролі Еліс Купер, Марісоль Ніколс і Марк Консуелос у ролях Герміони та Гірама Лоджів, а також Скіт Ульріх у ролі Еф. Пі. Джонса.
Перша серія вийшла на телеекрани 26 січня 2017 і отримала позитивні огляди. 22-епізодний другий сезон вийшов на екрани 11 жовтня 2017 і закінчився 16 травня 2018. 3 квітня 2018 The CW поновив телесеріал на третій сезон; перша серія третього сезону вийшла 10 жовтня 2018.

## Загальна інформація
| Сезон | Епізоди | Епізоди | Оригінальний показ | Оригінальний показ |
| Сезон | Епізоди | Епізоди | Перший показ       | Останній показ     |
| ----- | ------- | ------- | ------------------ | ------------------ |
| 1     | 13      | 13      | 26 січня 2017      | 11 травня 2017     |
| 2     | 22      | 22      | 11 жовтня 2017     | 16 травня 2018     |
| 3     | TBA     | TBA     | 10 жовтня 2018     | TBA                |

## Серії

### Сезон 1 (2017)
| № серії (загалом) | № серії (в сезоні) | Назва серії                                                                                       | Режисер(и)            | Сценарист(и)                          | Оригінальна дата показу | Код серії | Глядачів US (млн) |
| ----------------- | ------------------ | ------------------------------------------------------------------------------------------------- | --------------------- | ------------------------------------- | ----------------------- | --------- | ----------------- |
| 1                 | 1                  | «Глава один: Край річки» «Chapter One: The River's Edge»                                          | Lee Toland Krieger    | Roberto Aguirre-Sacasa                | 26 січня 2017           | T15.10136 | 1.38              |
| 2                 | 2                  | «Глава два: Дотик зла» «Chapter Two: A Touch of Evil»                                             | Lee Toland Krieger    | Roberto Aguirre-Sacasa                | 2 лютого 2017           | T13.20302 | 1.15              |
| 3                 | 3                  | «Глава три: Дублер» «Chapter Three: Body Double»                                                  | Lee Toland Krieger    | Yolonda E. Lawrence                   | 9 лютого 2017           | T13.20303 | 1.20              |
| 4                 | 4                  | «Глава чотири: Останній кіносеанс» «Chapter Four: The Last Picture Show»                          | Mark Piznarski        | Michael Grassi                        | 16 лютого 2017          | T13.20304 | 1.14              |
| 5                 | 5                  | «Глава п'ять: Серце пітьми» «Chapter Five: Heart of Darkness»                                     | Jesse Warn            | Ross Maxwell                          | 23 лютого 2017          | T13.20305 | 0.98              |
| 6                 | 6                  | «Глава шість: Швидше, кішечки! Вбивайте! Вбивайте!» «Chapter Six: Faster, Pussycats! Kill! Kill!» | Steven A. Adelson     | Tessa Leigh Williams & Nicholas Zwart | 2 березня 2017          | T13.20306 | 1.09              |
| 7                 | 7                  | «Глава сім: У відлюдному місці» «Chapter Seven: In a Lonely Place»                                | Allison Anders        | Aaron Allen                           | 9 березня 2017          | T13.20307 | 1.03              |
| 8                 | 8                  | «Глава вісім: Аутсайдери» «Chapter Eight: The Outsiders»                                          | David Katzenberg      | Julia Cohen                           | 30 березня 2017         | T13.20308 | 0.99              |
| 9                 | 9                  | «Глава дев'ять: Грандіозна ілюзія» «Chapter Nine: La Grande Illusion»                             | Lee Rose              | James DeWille                         | 6 квітня 2017           | T13.20309 | 0.91              |
| 10                | 10                 | «Глава десять: Змарновані вихідні» «Chapter Ten: The Lost Weekend»                                | Dawn Wilkinson        | Britta Lundin & Brian E. Paterson     | 13 квітня 2017          | T13.20310 | 0.87              |
| 11                | 11                 | «Глава одинадцять: До Рівердейлу і назад» «Chapter Eleven: To Riverdale and Back Again»           | Kevin Rodney Sullivan | Roberto Aguirre-Sacasa                | 27 квітня 2017          | T13.20311 | 0.89              |
| 12                | 12                 | «Глава дванадцять: Анатомія вбивства» «Chapter Twelve: Anatomy of a Murder»                       | Rob Seidenglanz       | Michael Grassi                        | 4 травня 2017           | T13.20312 | 0.98              |
| 13                | 13                 | «Глава тринадцять: Солодке прийдешнє» «Chapter Thirteen: The Sweet Hereafter»                     | Lee Toland Krieger    | Roberto Aguirre-Sacasa                | 11 травня 2017          | T13.20313 | 0.96              |

### Сезон 2 (2017-2018)
| № серії (загалом) | № серії (в сезоні) | Назва серії                                                                                               | Режисер(и)            | Сценарист(и)                             | Оригінальна дата показу | Код серії | Глядачів US (млн) |
| ----------------- | ------------------ | --- | --------------------- | ---------------------------------------- | ----------------------- | --------- | ----------------- |
| 14                | 1                  | «Глава чотирнадцять: Поцілунок перед смертю» «Chapter Fourteen: A Kiss Before Dying»                      | Rob Seidenglanz       | Roberto Aguirre-Sacasa                   | 11 жовтня 2017          | T13.20801 | 2.34              |
| 15                | 2                  | «Глава п'ятнадцять: Дрімлюга» «Chapter Fifteen: Nighthawks»                                               | Allison Anders        | Michael Grassi                           | 18 жовтня 2017          | T13.20802 | 1.76              |
| 16                | 3                  | «Глава шістнадцять: Лісовий спостерігач» «Chapter Sixteen: The Watcher in the Woods»                      | Kevin Rodney Sullivan | Ross Maxwell                             | 25 жовтня 2017          | T13.20803 | 1.62              |
| 17                | 4                  | «Глава сімнадцять: Місто, яке страшиться заходу сонця» «Chapter Seventeen: The Town That Dreaded Sundown» | Jason Stone           | Amanda Lasher                            | 1 листопада 2017        | T13.20804 | 1.51              |
| 18                | 5                  | «Глава вісімнадцять: Коли дзвонить незнайомець» «Chapter Eighteen: When a Stranger Calls»                 | Ellen Pressman        | Aaron Allen                              | 8 листопада 2017        | T13.20805 | 1.47              |
| 19                | 6                  | «Глава дев'ятнадцять: Доказ смерті» «Chapter Nineteen: Death Proof»                                       | Maggie Kiley          | Tessa Leigh Williams & Arabella Anderson | 15 листопада 2017       | T13.20806 | 1.43              |
| 20                | 7                  | «Глава двадцять: Історія з-за сторони темряви» «Chapter Twenty: Tales from the Darkside»                  | Dawn Wilkinson        | James DeWille                            | 29 листопада 2017       | T13.20807 | 1.45              |
| 21                | 8                  | «Глава двадцять перша: Будинок зла» «Chapter Twenty-One: House of the Devil»                              | Kevin Sullivan        | Yolonda Lawrence                         | 6 грудня 2017           | T13.20808 | 1.48              |
| 22                | 9                  | «Глава двадцять друга: Тиха ніч, смертельна ніч» «Chapter Twenty-Two: Silent Night, Deadly Night»         | Rob Seidenglanz       | Shepard Boucher                          | 13 грудня 2017          | T13.20809 | 1.43              |
| 23                | 10                 | «Глава двадцять третя: Шкільні джунглі» «Chapter Twenty-Three: The Blackboard Jungle»                     | Tim Hunter            | Britta Lundin & Brian E. Paterson        | 17 січня 2018           | T13.20810 | 1.44              |
| 24                | 11                 | «Глава двадцять четверта: Рестлер» «Chapter Twenty-Four: The Wrestler»                                    | Gregg Araki           | Greg Murray & Devon Turner               | 24 січня 2018           | T13.20811 | 1.39              |
| 25                | 12                 | «Глава двадцять п'ята: Порочні та божественні» «Chapter Twenty-Five: The Wicked and the Divine»           | Rachel Talalay        | Roberto Aguirre-Sacasa                   | 31 січня 2018           | T13.20812 | 1.34              |
| 26                | 13                 | «Глава двадцять шоста: Казкове серце» «Chapter Twenty-Six: The Tell-Tale Heart»                           | Julie Plec            | Michael Grassi                           | 7 лютого 2018           | T13.20813 | 1.28              |
| 27                | 14                 | «Глава двадцять сьома: У пагорбів є очі» «Chapter Twenty-Seven: The Hills Have Eyes»                      | David Katzenberg      | Ross Maxwell                             | 7 березня 2018          | T13.20814 | 1.26              |
| 28                | 15                 | «Глава двадцять восьма: Буде кров» «Chapter Twenty-Eight: There Will Be Blood»                            | Mark Piznarski        | Aaron Allen                              | 14 березня 2018         | T13.20815 | 1.19              |
| 29                | 16                 | «Глава двадцять дев'ята: Первинні кольори» «Chapter Twenty-Nine: Primary Colors»                          | Sherwin Shilati       | James DeWille                            | 21 березня 2018         | T13.20816 | 1.16              |
| 30                | 17                 | «Глава тридцята: Зашморг затягується» «Chapter Thirty: The Noose Tightens»                                | Alexis Ostrander      | Britta Lundin & Brian E. Paterson        | 28 березня 2018         | T13.20817 | 0.96              |
| 31                | 18                 | «Глава тридцять перша: Ніч, яка запам'ятається» «Chapter Thirty-One: A Night to Remember»                 | Jason Stone           | Arabella Anderson & Tessa Leigh Williams | 18 квітня 2018          | T13.20818 | 1.10              |
| 32                | 19                 | «Глава тридцять друга: В'язні» «Chapter Thirty-Two: Prisoners»                                            | Jennifer Phang        | Cristine Chambers                        | 25 квітня 2018          | T13.20819 | 1.17              |
| 33                | 20                 | «Глава тридцять третя: Тінь сумніву» «Chapter Thirty-Three: Shadow of a Doubt»                            | Gregory Smith         | Yolanda E. Lawrence                      | 2 травня 2018           | T13.20820 | 1.11              |
| 34                | 21                 | «Глава тридцять четверта: Вирішальна ніч» «Chapter Thirty-Four: Judgment Night»                           | Cherie Nowlan         | Shepard Boucher                          | 9 травня 2018           | T13.20821 | 1.00              |
| 35                | 22                 | «Глава тридцять п'ята: Прекрасний новий світ» «Chapter Thirty-Five: Brave New World»                      | Steven A. Adelson     | Roberto Aguirre-Sacasa                   | 16 травня 2018          | T13.20822 | 1.28              |

### Сезон 3 (2018)
| № серії (загалом) | № серії (в сезоні) | Назва серії                                                                                   | Режисер(и)     | Сценарист(и)              | Оригінальна дата показу | Код серії      | Глядачів US (млн) |
| ----------------- | ------------------ | --------------------------------------------------------------------------------------------- | -------------- | ------------------------- | ----------------------- | -------------- | ----------------- |
| 36                | 1                  | «Глава тридцять шоста: День праці» «Chapter Thirty-Six: Labor Day»                            | Kevin Sullivan | Roberto Aguirre-Sacasa    | 10 жовтня 2018          | T13.21251      | 1.50              |
| 37                | 2                  | «Глава тридцять сьома: Фортуна і чоловічі очі» «Chapter Thirty-Seven: Fortune and Men's Eyes» | Jeff Woolnough | Michael Grassi            | 17 жовтня 2018          | T13.21252      | 1.28              |
| 38                | 3                  | «Глава тридцять восьма: Як зверху, так і знизу» «Chapter Thirty-Eight: As Above, So Below»    | Jeffrey Hunt   | Aaron Allen               | 24 жовтня 2018          | T13.21253      | 1.40              |
| 39                | 4                  | «Глава тридцять дев'ята: Північний клуб» «Chapter Thirty-Nine: The Midnight Club»             | Dawn Wilkinson | Tessa Leigh Williams      | 7 листопада 2018        | T13.21254      | 1.37              |
| 40                | 5                  | «Глава сорокова: Велика втеча» «Chapter Forty: The Great Escape»                              | Pam Romanowsky | Greg Murray & Ace Hasan   | 14 листопада 2018       | Буде оголошено | 1.25              |
| 41                | 6                  | «Глава сорок перша: Мисливецт» «Chapter Forty-One: Manhunter»                                 | Rachel Talalay | Cristine Chambers         | 28 листопада 2018       | Буде оголошено | Буде визначено    |
| 42                | 7                  | «Глава сорок друга: Чоловік у чорному» «Chapter Forty-Two: The Man in Black»                  | Alex Pillai    | Janine Salinas Schoenberg | 5 грудня 2018           | Буде оголошено | Буде визначено    |